# Nümmener Bach
Der Nümmener Bach ist ein Fließgewässer in der bergischen Großstadt Solingen. Er ist benannt nach der Hofschaft Nümmen, durch die er fließt, und entwässert einen Teil des Solinger Höhenrückens in Richtung der Itter.

## Geographie und Verlauf
Der 3,3 Kilometer lange Nümmener Bach entspringt in einem Brunnen in der Hofschaft Heider Hof im Norden des Solinger Stadtteils Gräfrath. Seine Quelle ist von der unmittelbar daran vorbei führenden Straße Heider Hof aus sichtbar. Er unterquert die Straße und fließt sodann in südlicher Richtung durch ein kleines Waldstück am Rande des Gewerbe- und Industriegebietes Dycker Feld, ehe er kurz vor der Straße Dycker Feld zwei kleine Teiche speist. Er fließt verrohrt unterhalb des Bahndamms der Korkenziehertrasse, bevor er die Bundesstraße 224, die Wuppertaler Straße, am Bergerbrühl unterquert und in Höhe des Netto-Discounters am Untenflachsberg wieder an die Oberfläche tritt. 
Im Bereich der ehemaligen Metallwarenfabrik Lüttgens & Engels an der Nümmener Straße verläuft der Nümmener Bach erneut ein kurzes Stück unterirdisch, nach Unterquerung der Gartenstraße nimmt er in einem kleinen Waldstück den von Obenflachsberg kommenden Hillersbach auf, der nach dem dortigen Werk der ehemaligen Firma Dr. Hillers benannt ist. Der Nümmener Bach dreht sodann in westliche Richtung ab, fließt in einem kleinen Bachtal südlich des Parkfriedhofs Solingen durch die Hofschaft Nümmen und passiert dort den Standort der ehemaligen Nümmener Mühle. Umgeben von landwirtschaftlichen Flächen passiert er Ehren und unter Aufnahme des Wassers aus dem Ehrener Bach die Standorte von Ehrener Mühle und Ehrener Kotten, ehe er in der Hofschaft Eschbach die Bausmühlenstraße unterquert. Er passiert den Bauskotten und mündet schließlich an der Bausmühle in die von Norden kommende Itter.

## Geschichte

### Nutzung der Wasserkraft
Der Nümmener Bach trieb an seinem Unterlauf in der Vergangenheit vier Wasserbauwerke an, darunter zwei Fruchtmühlen (Nümmener Mühle und Ehrener Mühle) sowie zwei der im Bergischen Land verbreiteten Schleifkotten (Ehrener Kotten und Bauskotten). In den Schleifkotten wurden zu vorindustrieller Zeit Erzeugnisse wie Messer und Klingen produziert, typische Produkte des Solinger Industriebezirks. In der Karte Topographia Ducatus Montani, Blatt Amt Solingen, von Erich Philipp Ploennies aus dem Jahr 1715 sind bereits alle vier Wasserbauwerke verzeichnet.
Als erstes Wasserbauwerk wurde bereits 1750 der Ehrener Kotten stillgelegt. Die Nümmener Mühle ging im Jahre 1902 außer Betrieb, das Gebäude ist als Wohnhaus noch vorhanden. Anfang der 1930er Jahre folgte der Bauskotten. Die Ehrener Mühle wurde vermutlich nach 1957 stillgelegt und auch sie in ein Wohnhaus umgewandelt.

### Nachkriegszeit bis heute

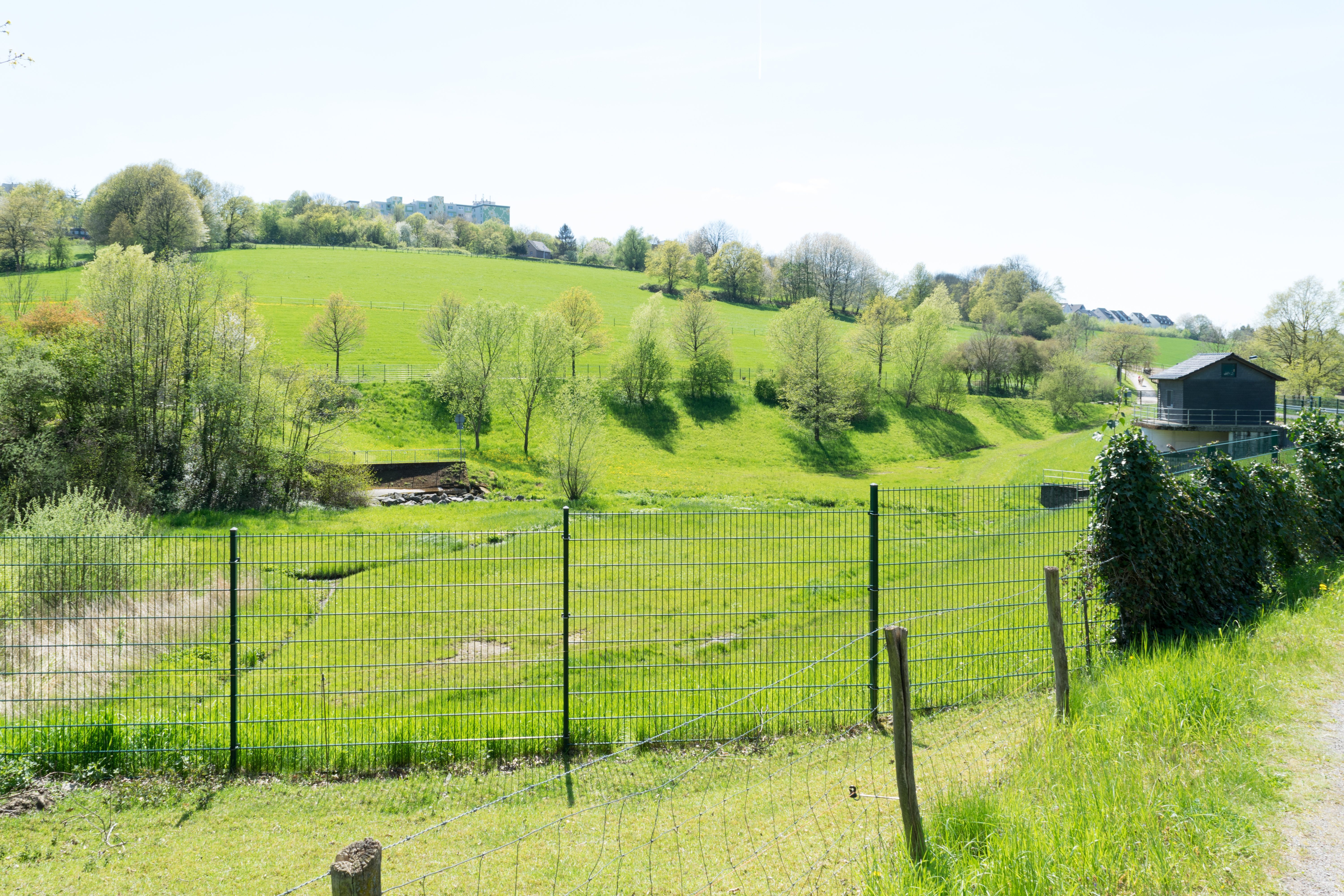
Hochwasserrückhaltebecken

Um den Auswirkungen von Hochwasserereignissen vorzubeugen, errichtete der zuständige Bergisch-Rheinische Wasserverband am Anfang der 2000er am Nümmener Bach ein Regenrückhaltebecken. Es entstand am Standort des ehemaligen Ehrener Kottens südlich der Hofschaft Ehrener Mühle.
Seit einigen Jahren leidet der Nümmener Bach unter Wassermangel, einer der beiden Teiche am Dycker Feld fiel trocken. Ursächlich ist neben dem Klimawandel die starke Flächenversiegelung am Oberlauf des Baches rund um das ab den 1980er Jahren entwickelte Gewerbe- und Industriegebiet Dycker Feld sowie die 2016 erbaute Wohnsiedlung Heider Hof des Bauvereins Gräfrath. Der Leiter der Biologischen Station Mittlere Wupper, Jan Boomers, riet zu Jahresbeginn 2022 etwa dazu, die künstlichen Begradigungen des Nümmener Baches zurückzunehmen, um dem Problem entgegenwirken zu können.